# Мери Аделейд Уокър
 Тази статия е за британската пътешественичка.  За американската писателка вижте Мери Уилис Уокър.  За американската аболиционистка вижте Мери Едуардс Уокър.
Мери Аделейд Уокър (на английски: Mary Adelaide Walker) е британска художничка и пътешественичка от XIX век, живяла от 1856 до 1904 година в Ориента и авторка на няколко книги с ценни сведения за балканските и анадолските части на Османската империя. Тя е видна участничка в реформите в османското образование за жени във втората половина на XIX век и първата жена, посетила и описала някои региони на Ориента, намиращи се далеч от обичайните маршрути на пътешествениците.

## Биография
Мери Уокър е родена в 1820 г. в семейството на Джон Къртис и Фани Уилсън, като едно от поне осем деца. Нейният брат Чарлс Къртис е британски капелан в Цариград в 50-те години на XIX век и тя вероятно пристига в града след края на Кримската война (1853 - 1856). В османската столица илюстрира книгата на лейди Емелия Хорнби „Константинопол през Кримската война“. В 1860 година брат ѝ е преместен като викарий в Солун и тя заминава с него през Дарданелите, Кавала и Филипи. От Солун прави големи пътешествия към Енидже Вардар, Воден, Битоля, Охрид, Лерин и Костур. Пътува и във Витиния.
По-късно се връща в Цариград, където се установява в Пера и преподава рисуване. В 1867 година Уокър и ученичката ѝ Вержин Сервичен са част от групата османски художници и фотографи, излагащи в османския павилион на Международното изложение в Париж. Уокър се представя с портрет на султан Абдул Азис, което е изключително отговорно, тъй като самият султан присъства на изложението. Това е свидетелство за положението, което Уокър заема в османската столица и сред членовете на султанското семейство. Уокър рисува портрети на членовете на султанския харем, а дъщерята на султана Фатма Султан е един от най-важните ѝ покровители.
От 1870 до 1872 година преподава графика и акварел в новооснования Истанбулски женски педагогически колеж. В 80-те години на XIX век Уокър е вече една от ключовите фигури в града в областта на художественото образование, предлагаща публични лекции по рисуване, както и часове по рисуване за жени и организираща изложби в студиото си в Пера на улица „Тарджиман“.
Авторка е на няколко книги, в които има и ценни нейни рисунки. В 1864 година издава „През Македония до албанските езера“, извадки от която са публикувани на български в 1888 година в списание „Библиотека Свети Климент“ в превод на Иван Пеев-Плачков. В 1866 година издава в два тома „Източният живот и природа“. В 1897 година публикува рисунките си на Цариград в пътеписа си „Стари пътища и нови забележителности“, който представлява впечатляваща комбинация от текст и образ.
Мери Уокър умира в 1905 г.

## Галерия
- Разрушени цистерни за вода край Измит
- Входът към извора със свещена вода в 1857 г.
- Хайдар Паша в 1857 г.
- Стара къща в Измит
- Фанараки
- Moda Bournou
- At Merdivenkeuy
- Стар римски мост в Бурса
- Кавала
- Воден
- Охрид
- Манастирът „Свети Наум“
- Разрушено укрепление в Митилини
- Разрушен акведукт в Митилини
- Ханя
- Руини в Акротири
- Външното пристанище на Ханя
- Разрушена църква в Перволия
- Сред колибите в Ханя
- Босфорът
- Румели Хисар